# Герб Санта-Катаріни
Герб штату Санта-Катаріна — геральдична емблема та один з офіційних символів бразильського штату Санта-Катаріна.

## Історія
Герб був установлений законом н. 126 від 15 серпня 1895 року, заснований на малюнку Енріке Бойто. Цим же законом встановлено і прапор штату.

## Геральдичний опис
Стаття 2 цього закону говорить, що герб буде складатися з білої зірки, перед якою орел, який видно спереду, з розпростертими крилами триматиме схрещені ключ правою лапою та якір лівою, на грудях — щит, на якому горизонтально написаний дату 17 листопада 1889 року. Гілка пшениці з правого боку та гілка кави з лівого боку, з'єднані внизу бантом із роздвоєними кінцями, червоного кольору, на якому буде напис: — Estado de STA. Catarina — написана білими літерами оточуватиме того самого орла. На верхньому промені зірки — фригійський ковпак.

## Значення
- У бразильській геральдиці зірка символізує нові штати Федерації;
- Орел представляє продуктивні сили;
- Щиток містить дату заснування республіки в Санта-Катаріни 17 листопада 1889 року;
- Ключ нагадує, що Санта-Катаріна є стратегічним пунктом для Першого ордену;
- Якір за морськими традиціями символізує безпечне місце;
- Фригійський ковпак символізує республіканські сили, які керують нами;
- Вінок пшениці символізує внутрішній урожай;
- Кавова гілка символізує землеробство узбережжя.

## Республіка Жуліана
Лукас Александр Бойтекс у своїй праці Historia de Santa Catharina описує герб Республіки Санта-Катаріна в 1839 році.